# Povlačenje srpske vojske na Krf
Povlačenje srpske vojske na Krf ili Albanska golgota, naziv je za povlačenje srpske vojske preko Albanije i Crne Gore tijekom Prvoga svjetskog rata.
Povlačenje srpske vojske i izbjeglica preko vrleti Albanije pokrivenih snijegom započelo je krajem jeseni 1915. godine. Tijekom ovog povlačenja, zbog hladnoće, gladi, bolesti i borbi s Albancima stradalo je više od 240.000 ljudi.

## Pozadina
U balkanskim ratovima 1912. – 1913. godine, Srbija je okupirala veći dio Albanije radi vlastitoga izlaska na Jadransko more. Tijekom okupacije počinjeni su brojni zločini nad civilnim stanovništvom. Glavni rezultat ovakve politike je bio "bezgranično neprijateljstvo albanskog naroda prema Srbiji". Nakon što se srpska vojska povukla pod pritiskom europskih sila, u Draču je ostavljena marionetska vlada Esad-paše Toptanija, koga je oružjem i novcem pomagala Pašićeva vlada. 
Po izbijanju Prvoga svjetskog rata, srpska vojska ponovno je prešla u Albaniju, ali ovog puta u rasulu, povlačeći se ispred austrougarskih snaga. Pod pritiskom velike austrougarsko-njemačke i bugarske ofenzive, Vrhovno zapovjedništvo srpske vojske 24. studenoga 1915. godine donijelo je odluku o povlačenju trupa kroz Crnu Goru i Albaniju na Jadransko more. Ta odluka je donesena poslije neuspjeloga pokušaja povlačenja vojske dolinom Vardara, zbog prodora bugarske armije, presijecanja komunikacija i izostanka planiranoga prodora saveznika iz Soluna.
Povlačenje se odvijalo naročito teško, zbog ekstremnih vremenskih uvjeta i neprijateljskoga raspoloženja stanovništva, posebno u oblastima izvan Esad-pašine kontrole. Nerijetko je dolazilo do oružanih okršaja i napada na srpsku vojsku i izbjeglice.

## Povlačenje preko Albanije
Stanje srpske vojske bilo je iznimno nepovoljno, vladao je opći zamor, slaba prehrana, nedostatak ratnoga materijala, a pristizala je zima. Ipak, vojnopolitičko vodstvo Srbije nije promijenilo svoje shvaćanje savezništva i daljnjega vođenja rata, te je Vrhovno zapovjedništvo 25. studenoga 1915. godine donijelo naredbu o povlačenju Druge i Treće armije i trupa obrane Beograda pravcem Peć – Andrijevica – Podgorica – Skadar; trupa Novih oblasti pravcem Đakovica – Vezirov most – Ljum Kula – Skadar, a Timočke vojske i odredȃ iz zapadne Makedonije preko Piškopeje, Debra i Struge u Elbasan. Srpska vlada je krenula 26. studenoga iz Prizrena preko Ljum Kule u Skadar, a za njom je krenula 26. studenoga 1915. godine i Vrhovna komanda.
Kakvo je bilo stanje, govori priopćenje njemačkoga Vrhovnog zapovjedništva od 29. studenoga: „Budući da srpska vojska više ne postoji, već postoje samo njezini bijedni ostatci koji su se razbježali u divlje albanske i crnogorske planine, gdje će bez hrane po ovoj zimi naći svoju smrt, to su prekinute dalje operacije i neće se više izdavati izvješća s balkanskog ratišta“.
Iako je stanje bilo zrelo za kapitulaciju, pojavila se ideja o protunapadu koja je potjecala od vojvode Živojina Mišića; na četiri sastanka (29. studenoga - 1. prosinca) sa Stepom Stepanovićem, Pavlom Jurišićem Šturmom i M. Živkovićem, Mišić je predlagao protunapad. Zamisao nije prihvaćena, te je preostalo postupiti po naredbi Vrhovnog zapovjedništva. 
Uništivši ili zakopavši teške poljske topove, srpska vojska krenula je 3. prosinca put Crne Gore i Albanije. Kretanje je bilo sporo po zaleđenim putevima, a dodatni problem su predstavljali napadi Albanaca koji nisu priznavali vlast Esad-paše Toptanija, saveznika Srbije. 13. prosinca glavnina srpske vojske je bila između Andrijevice i Podgorice, a u razdoblju od 15. do 21. prosinca je stigla u okolinu Skadra. Prema podacima srpskoga Vrhovnog zapovjedništva, na albansku obalu je stiglo oko 110.000 vojnika i 2.350 časnika. Pretpostavlja se da je od početka povlačenja život izgubilo oko 72.000 ljudi. Ukupno je preko Albanije prešlo oko 54.000, a preko Crne Gore oko 90.000 ljudi.
U povlačenje srpska vojska sa sobom povela je i 40.000 zarobljenika, austrougarskih vojnika, od kojih je putom od gladi, smrzavanja, pretjeranih napora i zlostavljanja poginulo i pomrlo 30.000 zarobljenika.

## Čekanje na albanskoj obali
Poslije više od mjesec dana teških marševa, po lošem vremenu, srpska vojska se okupila kod Skadra, Drača i Valone. Dolazak na albansku jadransku obalu nije značio i konačan spas. Na samoj obali veliki saveznici nisu bili organizirali zadovoljavajući prihvat, a jedan saveznik (Italija) se ponašao kao neprijatelj. 28. prosinca Nikoli Pašiću je uručena izjava talijanske vlade u kojoj je rečeno neka srpska vojska ne prjelazi rijeku Škumbu kako ne bi došla u sukob s talijanskom vojskom. U korist Srba je intervenirala ruska diplomacija; pred ruskim poslanikom u Rimu, talijanski ministar vanjskih poslova Sidney Sonnino branio se kako je učinio sve što je mogao za spas srpske vojske što se nije kosilo sa „životnim interesima Italije“.
Nikola Pašić je 15. siječnja 1916. godine uputio cirkular ruskom caru Nikoli II. tražeći pomoć. On je stigao do cara Nikole 18. siječnja i istoga dana car je poslao telegram britanskom kralju i francuskom predsjedniku, u kome je rekao da ako srpska vojska ne bude spašena, onda će Rusija raskinuti savez s njima. Intervencija ruskoga cara je ubrzala savezničku pomoć, a talijanska vlada je dozvolila Srbima ulazak u Valonu.

## Dolazak na Krf
Dana 28. siječnja francuska vlada je odlučila kako će njezina mornarica odložiti sve druge transporte dok iz Albanije ne bude izvučena srpska vojska. Od toga dana saveznički brodovi su počeli ubrzano prevoženje. Do 15. veljače prevezeno je na grčki otok Krf 135.000 ljudi i u Bizertu oko 10.000 ljudi. Prvo iskrcavanje na Krfu, 'Otoku spasa' kako su ga prozvali Srbi, bilo je u pristaništu u Guviji (Govino), šest kilometara sjeverno od grada Krfa. Do travnja se na Krfu prikupilo 151.828 vojnika i civila. Materijalne troškove opremanja i izdržavanja srpske vojske preuzele su Francuska i Velika Britanija.
Prvi dani na Krfu bili su teški za srpsku vosjku. Saveznici nisu imali dovoljno vremena pripremiti se za adekvatan prihvat tako velikog broja ljudi. Nije bilo dovoljno hrane, odjeće, ogrjeva i šatorske opreme, pa su vojnici, izmučeni od napornoga marša, masovno umirali. Ni vremenske prilike nisu bile naklonjene srpskim vojnicima jer je kiša neprekidno padala danima. Premorena i izmučena vojska je pod vedrim nebom, bez šatora i zaklona sedam dana teško podnosila ledenu kišu. Na otoku Vido su iskrcavani najteži ranjenici i bolesnici i to su uglavnom bili najmlađi koje je povlačenje najviše pogodilo. Od 23. siječnja do 23. ožujka 1916. godine umrlo je 4847 ljudi. Mali otok Vido kod Krfa, koji je bilo organiziran kao bolnica, pretvoren je u "otok smrti", a more oko njega u "plavu grobnicu". Bez mogućnosti pokopa, oko 5400 umrlih je spušteno u more. Iz pijeteta prema umrlim srpskim vojnicima, grčki ribari sljedećih 50 godina nisu izlovljavali ribu u tom području.

## Posljedice
Na ovom putu srpski narod je doživio jedan od najvećih egzodusa u svojoj povijesti. Na otok Krf stiglo je 135.000 srpskih vojnika, u Bizertu oko 12.000. U službenom izvješću ministra vojske generala Božidara Terzića, predsjedniku vlade Nikoli Pašiću piše da je nestalo, umrlo, poginulo ili zarobljeno 243.877 ljudi. 
Francuski maršal Joseph Geoffre je o tome rekao: „Povlačenje naših saveznika Srba, pod okolnostima pod kojima je izvršeno, nadilazi po strahotama sve što je u povijesti kao najtragičnije zabilježeno“.

## Ukupan broj Srba vojnika, dobrovoljaca i civila, spašenih poslije albanske Golgotе
Iz Drača, Valone do Bizerte, Krfa, Soluna, prema podacima francuske misije, koja je rukovodila transportom srpskе vojske i podatке prikupljala na licu mjesta:
- S obala Albanije od 7. siječnja do 19. veljače prevezeno je brodovima ukupno 154.454 vojnika. Od toga na otok Krf 138.691 vojnika i civila, u Bizertu oko 10.763 vojnika, na Korziku 3.000 i u Francusku 2.000.
- Ovom broju treba dodati i dio vojske (odred pukovnika Vasića) koja se maršujući kroz Makedoniju probila u Solun s 3.631 vojnika.
- U Albaniji su privremeno ostali samo dijelovi nekih jedinica srpski vojske, u selu Driziša na Vojuši radi čuvanja i prehrane stoke i kompletna Konjička divizija, kojoj su saveznici još 19. siječnja obustavili svaki pokret na rijeci Vojuša, s 1.500 ljudi i 16.500 konja. Ove jedinice su postupno prebacivane iz Albanije do 5. travnja, kada je Albaniju napustilo i Povjerenstvo za ukrcaj u Valoni.

Kad saberemo navedene podatke dolazimo do toga da je Srpska vojska, nakon albanske golgote uspjela sačuvati i na prostor izvan borbenih djelovanja dovesti kontigent od 159.585 vojnika i dobrovoljaca.
Srpska vojska se oporavila i reorganizirala do travnja i takva je prevezena na Solunsko bojište gdje je dobila svoj sektor i igrala važnu ulogu u njegovom probijanju dvije godine kasnije.

## Odraz u književnosti
- Hrvatski publicist koji je bio dragovoljac u srpskoj vojsci, Milostislav Bartulica, sudjelovao je u ovom povlačenju, a opisao ga je u knjizi Raspeće Srbije, 1917. godine.[7]
- Hrvatski književnik Mile Budak opisao je svoje povlačenje zarobljenoga austrougarskog dočasnika sa srpskom vojskom preko Albanije u svom dnevničko-memoarskom proznom djelu Ratno roblje.
- Hrvatski svećenik, povjesničar Gabro Cvitanović dokumentirao je svoje ratnozarobljeničke dane koje je proveo u Srbiji i u ovom povlačenju u svom Ratnom dnevniku.[8]